# Метод Крылова — Боголюбова
Метод Крылова-Боголюбова — метод получения приближённых аналитических решений нелинейных дифференциальных уравнений c малой нелинейностью.

## Описание
Рассмотрим динамическую систему с малой нелинейностью:
{\displaystyle {\ddot {x}}=Gx+\mu F(x,\mu ,t)} (1)
Здесь {\displaystyle x} - вектор состояния системы с {\displaystyle 2n} компонентами, {\displaystyle G} - постоянная квадратная матрица, {\displaystyle \mu } - малый параметр, {\displaystyle F} - нелинейная вектор-функция от вектора состояния {\displaystyle x},
малого параметра {\displaystyle \mu } и времени {\displaystyle t}.
При {\displaystyle \mu =0} система превращается в линейную. Одно из её периодических решений можно записать в виде: 
{\displaystyle x_{0}=AVe^{i(\omega t+\theta )}} (2)
Здесь {\displaystyle A} - произвольная постоянная, {\displaystyle V} - собственный вектор матрицы {\displaystyle G}, {\displaystyle \omega } - одна из некратных собственных частот системы, {\displaystyle \theta } - произвольная постоянная.
Решение системы (1) при {\displaystyle \mu \neq 0} ищем в виде ряда по степеням малого параметра {\displaystyle \mu }:
{\displaystyle x=x_{0}+\sum _{k=1}^{\infty }\mu ^{k}u_{k}(A,\psi ,\mu t)} (3)
Здесь {\displaystyle \psi =\omega t+\theta ,u_{1},u_{2},...} - неизвестные вектор-функции {\displaystyle A,\psi } и {\displaystyle \mu t}. {\displaystyle A} и {\displaystyle \theta } - медленно меняющаяся амплитуда и фаза, удовлетворяющие уравнениям:
{\displaystyle {\frac {dA}{dt}}=\mu f_{1}(A,\theta ,\mu t)+\mu ^{2}f_{2}(A,\theta ,\mu t)+...} (4)
{\displaystyle {\frac {d\theta }{dt}}=\mu h_{1}(A,\theta ,\mu t)+\mu ^{2}h_{2}(A,\theta ,\mu t)+...} (5)
Вычислим производную {\displaystyle {\dot {x}}} в виде ряда от {\displaystyle \mu }, исходя из выражений (3, 4, 5):
{\displaystyle {\dot {x}}=i\omega AVe^{i\psi }+\mu \left[f_{1}Ve^{i\psi }+iAh_{1}Ve^{i\psi }+\omega {\frac {\partial u_{1}}{\partial \psi }}\right]+\mu ^{2}\left[f_{2}Ve^{i\psi }+iAh_{2}Ve^{i\psi }+{\frac {\partial u_{1}}{\partial (\mu t)}}+f_{1}{\frac {\partial u_{1}}{\partial A}}+h_{1}{\frac {\partial u_{1}}{\partial \psi }}+\omega {\frac {\partial u_{2}}{\partial \psi }}\right]+...} (6)
Нелинейную часть уравнения (1) также представим в виде ряда по малому параметру:
{\displaystyle \mu F(x,\mu ,t)=\mu F_{1}+\mu ^{2}F_{2}+...} (7)
где {\displaystyle F_{1}=F(x_{0},0,t),F_{2}={\frac {\partial F(x_{0},0,t)}{\partial x}}u_{1}+{\frac {\partial F(x_{0},0,t)}{\partial \mu }},...}
Приравнивая в левой и правой частях уравнения (1) члены с одинаковыми степенями малого параметра {\displaystyle \mu }, получаем систему уравнений для определения неизвестных функций {\displaystyle u_{j}} из уравнения (3):
{\displaystyle \omega {\frac {\partial u_{1}}{\partial \psi }}+Gu_{1}=-f_{1}Ve^{i\psi }-iAh_{1}Ve^{i\psi }+F_{1}} (8)
{\displaystyle \omega {\frac {\partial u_{2}}{\partial \psi }}+Gu_{2}=-f_{2}Ve^{i\psi }-iAh_{2}Ve^{i\psi }-{\frac {\partial u_{1}}{\partial (\mu t)}}-f_{1}{\frac {\partial u_{1}}{\partial A}}-h_{1}{\frac {\partial u_{1}}{\partial \psi }}+F_{2}} (9)
{\displaystyle ...}
Разложим вектор-функции {\displaystyle u_{j},F_{j}} в ряды Фурье с медленно меняющимися коэффициентами:
{\displaystyle u_{j}(A,\psi ,\mu t)=\sum _{m=-\infty }^{\infty }U_{j}^{(m)}(A,\theta ,\mu t)e^{im\psi }} (10)
{\displaystyle F_{j}(A,\psi ,\mu t)=\sum _{m=-\infty }^{\infty }F_{j}^{(m)}(A,\theta ,\mu t)e^{im\psi }} (11)
Далее подставим (10), (11) в (8), (9) и приравняв коэффициенты при каждой гармонике в обеих частях уравнения, получим систему неоднородных уравнений относительно {\displaystyle U_{j}^{(m)}}.
Для получения уравнений первого приближения из (8), (10), (11) составим уравнение для определения вектор-функции {\displaystyle U_{1}^{(m)}}
{\displaystyle (G+im\omega E)U_{1}^{(m)}=-(f_{1}+iAh_{1})\delta _{m1}V+F_{1}^{(m)}} (12)
Условие совместности системы (12) при {\displaystyle m=1} имеет вид:
{\displaystyle -f_{1}CV-iAh_{1}CV+CF_{1}^{(1)}=0} (13)
Разделяя в (13) действительную и мнимую части, находим:
{\displaystyle f_{1}(A,\theta ,\mu t)=Re\left[{\frac {1}{\sum _{k=1}^{2n}c_{kk}}}\sum _{k=1}^{2n}{\frac {c_{kk}}{V_{k}}}F_{1k}^{(1)}(A,\theta ,\mu t)\right]} (14)
{\displaystyle h_{1}(A,\theta ,\mu t)={\frac {1}{A}}Im\left[{\frac {1}{\sum _{k=1}^{2n}c_{kk}}}\sum _{k=1}^{2n}{\frac {c_{kk}}{V_{k}}}F_{1k}^{(1)}(A,\theta ,\mu t)\right]} (15)
Во втором приближении сначала найдем из системы уравнений (12) векторы {\displaystyle U_{1}^{(m)}}. Учитывая, что при {\displaystyle m=1} вектор {\displaystyle U_{1}^{(1)}} определяется с точностью до произвольной постоянной, его можно представить в виде:  
{\displaystyle U_{1}^{(1)}=AV^{(1)}} (16)
Затем подставим в систему уравнений (9) ряды (10), (11). С учетом (16) получим:
{\displaystyle (G+im\omega E)U_{2}^{(m)}=-\left[(f_{2}+iAh_{2})V^{(1)}+(f_{1}+iAh_{1})V^{(1)}+A\left({\frac {\partial V^{(1)}}{\partial (\mu t)}}+f_{1}{\frac {\partial V^{(1)}}{\partial A}}+h_{1}{\frac {\partial V^{(1)}}{\partial \theta }}\right)\right]\delta _{m1}-\left[{\frac {\partial U_{1}^{(m)}}{\partial (\mu t)}}+f_{1}{\frac {\partial U_{1}^{(m)}}{\partial A}}+h_{1}{\frac {\partial U_{1}^{(m)}}{\partial \theta }}+imh_{1}U_{1}^{(m)}\right](1-\delta _{m1})+F_{}^{}} (17)
Из условия совместности системы уравнений (17) при {\displaystyle m=1} можно определить {\displaystyle f_{2}} и {\displaystyle h_{2}}. Аналогично находятся члены третьего и более высоких приближений. В итоге получаем выражение для вектора состояния системы x
{\displaystyle x=A\left[V+\mu V^{(1)}(A,\theta ,\mu t)+\mu ^{2}V^{(2)}(A,\theta ,\mu t)+...\right]e^{i\psi }+...} (18)
Здесь амплитуда {\displaystyle A} и фаза {\displaystyle \theta } удовлетворяют уравнениям (4), (5).